# Contreseing
Le contreseing est l'action de signer un acte et valider ainsi une autre signature. Le contreseing peut permettre d'authentifier la signature précédente, d'endosser éventuellement la responsabilité et l'exécution de l'acte juridique. 
Le contresignataire n'est donc pas coauteur de l'acte contresigné. Le contreseing correspond à une règle de forme et non à une règle de compétence.
En conséquence,
- une éventuelle méconnaissance des règles relatives au contreseing constituerait un vice de forme ;
- la présence sur un acte d’un contreseing qui n’était pas requis n’affecte pas la légalité de cet acte ;
- un acte modifiant certaines des dispositions d’un acte antérieur peut être valablement contresigné par les seuls ministres concernés par les dispositions modifiées. Il n'y a donc pas nécessairement sur ce point parallélisme des formes entre texte initial et texte modificatif.

Dans un décret ou une ordonnance, l’identité des contresignataires est mentionnée deux fois : d’abord dans l’article d’exécution de l’acte (le dernier article de l’acte) puis à la suite de la signature de l’auteur de l’acte.
En droit constitutionnel, l'autorité qui contresigne un acte en endosse la responsabilité, individuellement ou solidairement avec l'autorité qui a pris l'acte.

## En France

### Contreseing des actes du président de la République
S'agissant des actes du président de la République, le contreseing exprime :  
- la collaboration des autorités politiques ;
- l'engagement des ministres et du Premier ministre d'assurer l'exécution de ces actes.

Cependant, certains actes du Président de la République ne sont pas soumis à la formalité du contreseing, tels que la nomination du Premier ministre et la décision de mettre fin à ses fonctions sur présentation par celui-ci de la démission du Gouvernement (article 8 de la Constitution), la soumission de projets de loi au référendum (article 11), la dissolution de l'Assemblée nationale (article 12), la mise en application des pouvoirs exceptionnels (article 16), le droit de message devant le Parlement réuni en Congrès (article 18), la saisine du Conseil constitutionnel et la nomination de trois de ses neuf membres (articles 54, 56 et 61).
Tous les autres actes du Président de la République (les décrets) doivent être contresignés. Il est toutefois nécessaire, de distinguer :
- Les actes signés par le Président de la République et qui relèvent de sa compétence (mesures individuelles, mesures à caractère général). Tous les actes du Président de la République énumérés ci-dessus doivent être contresignés, selon les termes de l’article 19 de la Constitution :  
  - par le Premier ministre, sans exception
  - le cas échéant, par les ministres responsables
- Les actes signés par le Président de la République, mais qui relèvent de la compétence du Premier ministre (décrets réglementaires)

> n’ont pas été délibérés en Conseil des ministres
> ne sont relatifs ni aux attributions des ministres délégués et secrétaires d’État, ni aux trois ordres honorifiques susmentionnés (Ordre de la Légion d'honneur, l'Ordre national du mérite et Médaille militaire).
Leur régularité formelle est appréciée au regard des règles de signature et de contreseing applicables aux actes du Premier ministre -CE, 27 avril 1962, Sicard et autres. Ils sont en quelque sorte requalifiés en décrets du Premier ministre.
Ils doivent donc être contresignés par les ministres chargés de leur exécution, à l’instar des autres actes du Premier ministre
En France, la Constitution du 4 octobre 1958 exige, en principe, que les actes du Président de la République soient contresignés par le Premier Ministre et éventuellement par certains ministres (article 19). De la même manière, les actes du Premier Ministre sont contresignés par un ou plusieurs ministres en vertu de l'article 22.

### Contreseing des actes du Premier ministre
Aux termes de l’article 22 de la Constitution, « les actes du Premier ministre sont contresignés, le cas échéant, par les ministres chargés de leur exécution. »
Cependant, certains actes du Premier ministre sont soustraits à la formalité du contreseing. Il s’agit des arrêtés par lesquels le Premier ministre organise son cabinet et en nomme les membres.

### Contreseing de l'acte d'avocat
Par son contreseing, l’avocat atteste avoir éclairé pleinement la partie qu’il conseille sur les conséquences juridiques de l’acte. Ce contreseing fera pleine foi de l’écriture et de la signature des parties ce qui conférera à l’acte une efficacité juridique renforcée.

## En Belgique
En Belgique, le roi étant irresponsable politiquement, tous ses actes doivent être contresignés par un ministre (article 106).